# Leopoldo Domínguez González
Leopoldo Domínguez González (Guadalajara, Jalisco, 24 de mayo de 1960) es un político mexicano, perteneciente al Partido Nueva Alianza (PANAL) Partido Acción Nacional (PAN) y Partido de la Revolución Democrática (PRD) y médico de profesión por la Universidad Autónoma de Guadalajara. En 2017 fue elegido presidente de la XXXII Legislatura en el Congreso de Nayarit por el Partido Acción Nacional, al cuál renunció por no ser apto a ser candidato al gobierno del estado, ingresando a la bancada del Partido Nueva Alianza, para después ser candidato por la alianza PAN-PRD.

## Vida personal y profesional
Nació en la ciudad de Guadalajara, aunque Polo Domínguez se considera nayarita porque fue registrado en Tepic. Pasó su infancia en Santiago Ixciuntla, el pueblo de sus padres, donde creció. Ha vivido en Ixtlán, en Compostela, en Santiago Ixcuintla y finalmente en Tepic. En Santiago cursó la primaria y parte de la escuela secundaria, la cual culminó en Tepic, al igual que la preparatoria.
En 1987 contrae matrimonio con Yolanda Margarita Gutiérrez Olmedo. Tienen 3 hijos y un nieto.
Para continuar con sus estudios superiores, a Guadalajara, en ese entonces había muchos disturbios en la Universidad Autónoma de Nayarit (UAN) y la Escuela de Medicina apenas se había fundado. Eso obligó a él y a su familia a buscar otras opciones. Terminó su carrera de medicina y la especialidad en la Universidad Autónoma de Guadalajara. 
Regresó a Tepic en el año 1988 ya como médico especialista en cirugía del aparato digestivo. Desarrolló su profesión en tres instituciones: el Seguro Social, Salubridad y el ISSSTE. Trabajó en la práctica privada y en la Cruz Roja también, lo que le ayudó a fortalecer su formación profesional. Fue secretario de salud del estado de Nayarit desde 1999 hasta 2001. https://www.milenio.com/estados/gana-alianza-pan-prd-tepic

## Vida política
En noviembre de 2000 se hace miembro activo del Partido Acción Nacional  (PAN)
Se presenta como candidato del PAN a la presidencia municipal de Tepic en julio de 2002. Un año después, en 2003, es nombrado coordinador general para la campaña del PAN a diputado federal por el Distrito 03.
En 2005 sería el secretario estatal de vinculación con la sociedad en la delegación del PAN en Nayarit y consejero nacional del mismo partido de 2004 al 2007.
Para junio de 2011 se presentó como candidato del PAN a diputado local por el distrito 01 de Tepic, siendo elegido para el periodo de 2011 a 2014. En ese mismo periodo será también presidente del comité directivo municipal de su partido.
En julio de 2014 se presenta como candidato del PAN a la presidencia municipal de Tepic, Nayarit siendo electo durante el periodo de 2014 a 2016 con una alianza con el PRD de la misma localidad.
Fue elegido presidente del congreso de Nayarit en la XXXII Legislatura, de 2018 a 2021, luego de traicionar al PAN, se incorpora a la bancada del Partido Nueva Alianza, en represalia por no haber sido elegido candidato al gobierno del estado de Nayarit por no ser apto para dicho cargo, ya que por medio de una encuesta se reveló que solo el 2% de los encuestados votarían por él, meses después de renunciar al PAN, busca la candidatura por el PAN para ser diputado federal por el distrito II de Tepic, siendo el candidato con menor votación en la historia del estado.